# Charles-Édouard Boutibonne

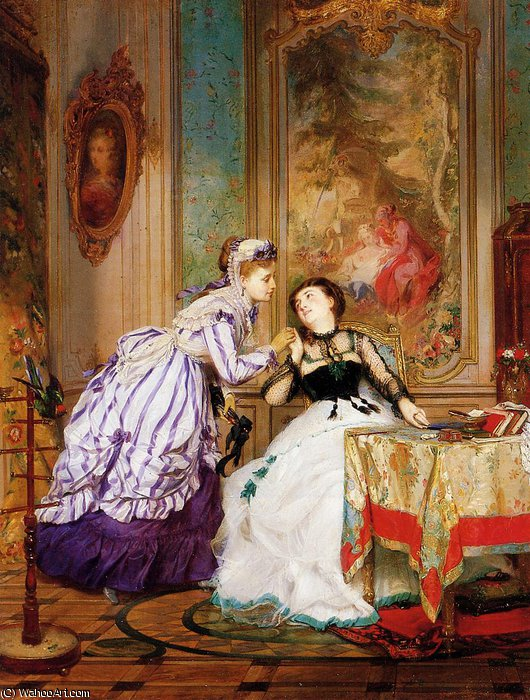
Charles-Édouard Boutibonne, Une réception chaleureuse, 1862

Charles-Édouard Boutibonne, né le 8 juillet 1816 à Pest et mort le 7 février 1897 à Wilderswil, est un peintre français.

## Biographie
Charles-Édouard Boutibonne est né en Hongrie de parents français. Il étudie à Vienne avec Friedrich Amerling, puis à Paris avec Achille Devéria et Winterhalter. C'est un peintre d'histoire, de scènes de genre et de portraits (Napoléon III), Il expose notamment en 1856 et 1857 à la Royal Academy de Londres. Son tableau de Léda a été exposé au Salon de 1864 et Phryné devant l'aréopage à ce même Salon.

## Quelques œuvres
- Jeune Grec, collection privée[3]
- Le Prince impérial enfant, d'après Franz Xaver Winterhalter, musée national du château de Compiègne[4]
- 1847, Jeune femme de Smyrne, collection privée[5]
- 1848, Marie-Amélie de Bourbon, d'après Franz Xaver Winterhalter, musée national du château de Compiègne[6]
- 1856, Eugénie, impératrice des Français (1826-1920), The Royal Collection, Londres[7]
- 1856, Napoléon III, empereur des Français (1808-73), The Royal Collection, Londres[8] Charles-Édouard Boutibonne, Napoléon III, 1856

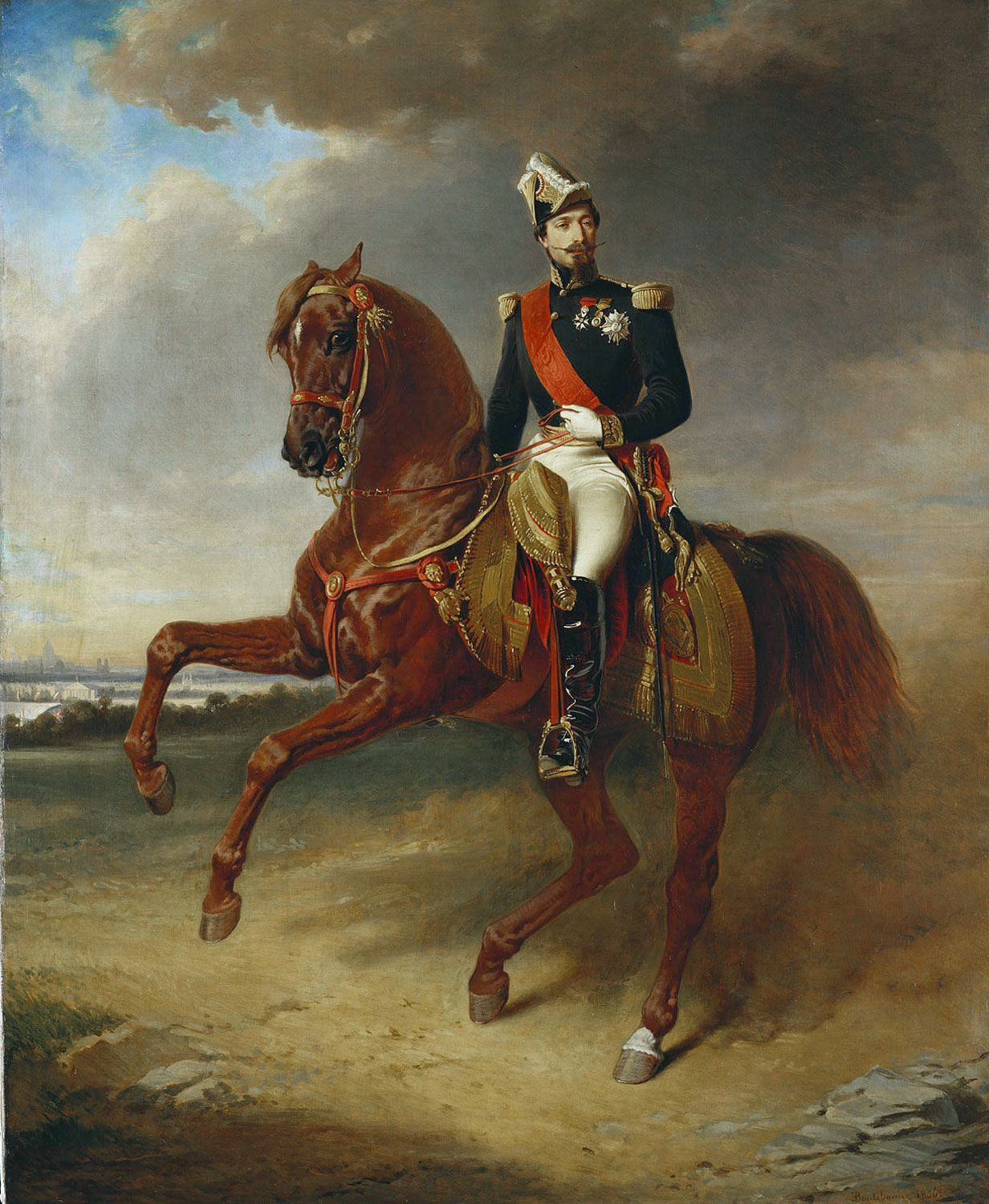
Charles-Édouard Boutibonne, Napoléon III, 1856

- 1862, Une réception chaleureuse, collection privée[9]
- 1875, Le Jour de Madame, huile sur toile, 1875, poinçon au recto, en haut à gauche E. Boutibonne, Paris, musée Carnavalet[2].
- 1897, Phryné devant l'aréopage, musée des beaux-arts de Dunkerque
- 1869, Le jeu de billard, collection privée[10]

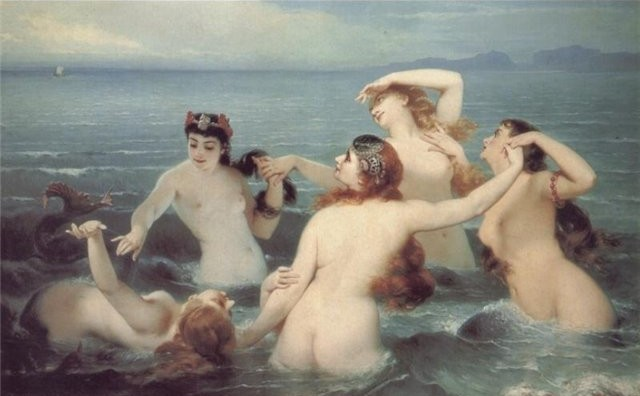
Charles-Édouard Boutibonne, Sirènes, 1882

- 1881, Suzanne au bain
- 1882, Sirènes, Charles-Édouard Boutibonne, Sirènes, 1882
- Allégorie du printemps[11]